# Dunărea Galați în sezonul 1998-1999
Sezonul 1998-1999  este penultimul sezon pentru Dunărea Galați în liga a II-a. Sezonul următor mai stă în acest eșalon, dar retrogradează și ajunge în liga a III-a, însă în acest eșalon ca și cel precedent se salvează pe ultima sută de metri, au loc trei schimbări de antrenori Haralambie Antohi, Virgil Roșu, Viorel Turcu spre deosebire de sezonul anterior când Haralambie Antohi a fost înlocuit cu Mihai Ciobanu adică 1997-1998 dar acea echipă chiar era o echipă bună cu multă experiență de lăudat apreciat chiar era un cumul dintre jucătorii mai bătrâni și cei mai tineri ai echipei, oricum echipa nu e antrenată doar de Haralambie Antohi, Virgil Roșu, Viorel Turcu ci și de Ion Constantinescu! care antrenase ultima dată la Dunărea Galați în sezonul 1996-1997!.

## Echipă
| Nr. |         | Poziție | Jucător            |
| --- | ------- | ------- | ------------------ |
| -   | România | P       | Florin Ungurianu   |
| -   | România | P       | Alexandru Iliuciuc |
| -   | România | P       | Mihai Caloian      |
| -   | România | P       | Cristian Brăneț    |
| -   | România | P       | Marian Bodea       |
| -   | România | F       | Manuel Amarandei   |
| -   | România | F       | Dragoș Șoptelea    |
| -   | România | F       | Iulian Dăniță      |
| -   | România | F       | Sorin Bălan        |
| -   | România | F       | Marius Humelnicu   |
| -   | România | F       | Marius Cosoreanu   |
| -   | România | F       | Adrian Teodorescu  |
| -   | România | F       | Liviu Greceanu     |
| -   | România | F       | Liviu Bejan        |
| -   | România | F       | Dimitriu           |
| -   | România | F       | Florin Cune        |
| -   | România | F       | Liviu Toma         |
| -   | România | F       | Liviu Ștefan       |
| -   | România | F       | Mihai Pătârlăgeanu |
| -   | România | F       | Florin Cujbă       |
| -   | România | F       | Fani Hărăianu      |
| -   | România | M       | Gherghe            |
| -   | România | M       | Tudor              |
| -   | România | M       | Claudiu Stan       |
| -   | România | M       | Sorin Frunză       |
| -   | România | M       | Adrian Negraru     |
| -   | România | M       | Claudiu Muha       |
| -   | România | M       | Ionel Chebac       |
| -   | România | M       | Alin Pânzaru       |
| -   | România | M       | Valentin Stan      |
| -   | România | M       | Dumitru Horovei    |
| -   | România | M       | Doru Buciumeanu    |
| -   | România | M       | Nicolae Donici     |
| -   | România | M       | Alexandru Pavel    |
| -   | România | A       | Adrian State       |
| -   | România | A       | Ilie Stegaru       |
| -   | România | A       | Radu Ferenți       |
| -   | România | A       | Vespazian Colban   |
| -   | România | A       | Paul Bogdan        |
| -   | România | A       | Marcel Atănăsoae   |
| -   | România | A       | Ionuț Niculcea     |
| -   | România | A       | Ionuț Enache       |
| -   | România | A       | Mihai Andrieș      |

## Transferuri

### Sosiri
| Post | Jucător            | De la echipa          | Suma de transfer  | Dată |  | ---- |
| ---- | ------------------ | --------------------- | ----------------- | ---- |  | ---- |
| P    | Florin Ungurianu   | Electroputere Craiova | liber de contract | -    |  |      |
| A    | Adrian State       | Farul Constanța       | liber de contract | -    |  |      |
| F    | Iulian Dăniță      | Astra Ploiești        | liber de contract | -    |  |      |
| M    | Iulian Apostol     | Oțelul Galați         | liber de contract | -    |  |      |
| A    | Vespazian Colban   | Unirea Botoșani       | liber de contract | -    |  |      |
| F    | Dragoș Șoptelea    | Unirea Botoșani       | liber de contract | -    |  |      |
| F    | Mihai Pătârlăgeanu | Midia Năvodari        | liber de contract | -    |  |      |
| F    | Marius Cosoreanu   | Gloria Buzău          | liber de contract | -    |  |      |
| M    | Ionel Chebac       | FC Onești             | liber de contract | -    |  |      |
| P    | Cristian Brăneț    | Juniori               | liber de contract | -    |  |      |
| A    | Ilie Stegaru       | Poiana Câmpina        | liber de contract | -    |  |      |
| A    | Ionuț Enache       | Gloria Buzău          | liber de contract | -    |  |      |
| M    | Doru Buciumeanu    | Gloria Buzău          | liber de contract | -    |  |      |
| A    | Mihai Andrieș      | Unirea Botoșani       | liber de contract | -    |  |      |
| F    | Florin Cune        | Midia Năvodari        | liber de contract | -    |  |      |

### Plecări
| Post | Jucător            | De la echipa       | Suma de transfer  | Dată |  | ---- |
| ---- | ------------------ | ------------------ | ----------------- | ---- |  | ---- |
| P    | Alexandru Iliuciuc | Farul Constanța    | liber de contract | -    |  |      |
| F    | Cătălin Mirea      | Midia Năvodari     | liber de contract | -    |  |      |
| F    | Sorin Ghionea      | Oțelul Galați      | liber de contract | -    |  |      |
| M    | Sorin Frunză       | Cimentul Fieni     | liber de contract | -    |  |      |
| A    | Romeo Buteseacă    | Oțelul Galați      | liber de contract | -    |  |      |
| F    | Manuel Amarandei   | Politehnica Iași   | liber de contract | -    |  |      |
| F    | Marius Cosoreanu   | Gloria Buzău       | liber de contract | -    |  |      |
| P    | Mihai Barbu        | Diplomatic Focșani | liber de contract | -    |  |      |
| M    | Valentin Stan      | Gloria Buzău       | liber de contract | -    |  |      |
| A    | Paul Bogdan        | Oțelul Galați      | liber de contract | -    |  |      |
| M    | Claudiu Muha       | Oțelul Galați      | liber de contract | -    |  |      |
| F    | Adrian Ariton      | Oțelul Galați      | liber de contract | -    |  |      |
| M    | Emanuel Higlău     | Oțelul Galați      | liber de contract | -    |  |      |
| M    | Florin Cernat      | Oțelul Galați      | liber de contract | -    |  |      |
| M    | Adrian Negraru     | Oțelul Galați      | liber de contract | -    |  |      |
| F    | Daniel Miloiu      | Oțelul Galați      | liber de contract | -    |  |      |
| F    | Marian Ghinea      | Oțelul Galați      | liber de contract | -    |  |      |
| P    | Mihai Caloian      | Gloria Buzău       | liber de contract | -    |  |      |
| M    | Doru Buciumeanu    | Gloria Buzău       | liber de contract | -    |  |      |
| A    | Ionuț Enache       | Gloria Buzău       | liber de contract | -    |  |      |
| F    | Cătălin Chicoș     | Gloria Buzău       | liber de contract | -    |  |      |
| F    | George Movilă      | ICIM Brașov        | liber de contract | -    |  |      |
| P    | Valentin Buruiană  | ICIM Brașov        | liber de contract | -    |  |      |
| M    | Alexandru Pavel    | Cimentul Fieni     | liber de contract | -    |  |      |

### Sezon intern
| 1  | Chindia Târgoviște   | Dunărea Galați       | Dumitru 14' Dinu 58' Priseceanu 80'                                | 3-0 |
| 2  | Dunărea Galați       | Nitramonia Făgăraș   | Cujbă 19' Atănăsoae 29' Chiric 57'                                 | 2-1 |
| 3  | Tractorul Brașov     | Dunărea Galați       | Cojocaru 10' Anghel 51' Gnandt 57'                                 | 3-0 |
| 4  | Dunărea Galați       | Rulmentul Alexandria | Bogdan 5', 55' Ivan 67'                                            | 2-1 |
| 5  | Dacia Unirea Brăila  | Dunărea Galați       | Brăguță 74' Bogdan 38'                                             | 1-1 |
| 6  | Dunărea Galați       | Cimentul Fieni       | Frunză 88' (pen.) Niță 49'                                         | 1-1 |
| 7  | Laminorul Roman      | Dunărea Galați       | Drăgoi 8' (pen.) Câmpanu 20' Țigănuș 81' (pen.)                    | 3-0 |
| 8  | Dunărea Galați       | Rocar București      | Frunză 49' (pen.) Niculcea 90' Savu 9' Cioabă 35' (pen.) Tameș 53' | 2-3 |
| 9  | Precizia Săcele      | Dunărea Galați       | Todoran 5' Preda 45' Bogdan 1'                                     | 2-1 |
| 10 | Dunărea Galați       | Politehnica Iași     | Frunză 51' Pușcaș 43' Ionescu 74'                                  | 1-2 |
| 11 | Midia Năvodari       | Dunărea Galați       | Chirea 23' Dicu 33' (pen.) Pleșa 84' Atănăsoae 58' (pen.)          | 3-1 |
| 12 | Dunărea Galați       | FC Brașov            | Stan 74' Cristean 44'                                              | 1-1 |
| 13 | Dunărea Galați       | Petrolul Moinești    | Pânzaru 50' Cujbă 74'                                              | 2-0 |
| 14 | Poiana Câmpina       | Dunărea Galați       | Grigoraș 8' Albu 28'                                               | 2-0 |
| 15 | Dunărea Galați       | Gloria Buzău         | Bogdan 3'                                                          | 0-1 |
| 16 | Sportul Studențesc   | Dunărea Galați       |                                                                    | 0-0 |
| 17 | Dunărea Galați       | Metrom ICIM Brașov   | Bârnoveanu 46'                                                     | 1-0 |
| 18 | Dunărea Galați       | Chindia Târgoviște   | Pânzaru 88'                                                        | 1-0 |
| 19 | Nitramonia Făgăraș   | Dunărea Galați       | Rusu 42'                                                           | 1-0 |
| 20 | Dunărea Galați       | Tractorul Brașov     | Pavel 14' State 56'                                                | 2-0 |
| 21 | Rulmentul Alexandria | Dunărea Galați       | Răducu 65' State 13'                                               | 1-1 |
| 22 | Dunărea Galați       | Dacia Unirea Brăila  | State 16' (pen.), 54', 84' Pall 30' Șoptelea 74' Pânzaru 82'       | 6-0 |
| 23 | Cimentul Fieni       | Dunărea Galați       | Boștină 63'                                                        | 1-0 |
| 24 | Dunărea Galați       | Laminorul Roman      | Ferenți 45' State 52' Cosma 23'                                    | 2-1 |
| 25 | Rocar București      | Dunărea Galați       | Petre 44' Pall 19' Pavel 40'                                       | 1-2 |
| 26 | Dunărea Galați       | Precizia Săcele      | Pall 2', 47' Bokor 82'                                             | 2-1 |
| 27 | Politehnica Iași     | Dunărea Galați       | Botan 24' Corjan 82', 90'                                          | 3-0 |
| 28 | Dunărea Galați       | Midia Năvodari       | Ferenți 10' State 38' (pen.), 56' Dragomir 25' (pen.)              | 3-1 |
| 29 | FC Brașov            | Dunărea Galați       | Cristean 26' Ivan 41' Cocan 59' Pall 62' (pen.)                    | 3-1 |
| 30 | Petrolul Moinești    | Dunărea Galați       | Colban 76'                                                         | 0-1 |
| 31 | Dunărea Galați       | Poiana Câmpina       | State 21', 66' Alecu 40' Orlando 71'                               | 3-1 |
| 32 | Gloria Buzău         | Dunărea Galați       | Stan 44' Elisei 61' State 89'                                      | 2-1 |
| 33 | Dunărea Galați       | Sportul Studențesc   | State 60', 74' Ferenți 65'                                         | 3-0 |
| 34 | Metrom ICIM Brașov   | Dunărea Galați       | Vișan 16' Tudorici 52' Dăniță 50'                                  | 2-1 |

Clasamentul după 34 de etape se prezintă astfel: